# Traianoupoli
Traianoupoli (græsk: Τραϊανούπολη) eller Traianopolis eller Trajanopolis var en middelalderlig bosættelse i det 14. århundrede i den regionale enhed Evros i periferien Østmakedonien og Thrakien i det nordøstlige Grækenland, i dag kaldet Loutra Traianopouleos.
Traianoupoli var også navnet på en kommune, som eksisterede mellem 1997 og 2011 efter Kapodistrias-planen.

## Moderne by
Siden kommunalreformen i 2011 er den en del af kommunen Alexandroupoli, hvor den er en kommunal enhed. Den kommunale enhed har et areal på 163,5 km2 og havde et indbyggertal på 2.706 (2011).
Kommunens hjemsted er i Antheia.

## Historie
Byen blev grundlagt af den romerske kejser Trajan (r. 98-117) nær den antikke by Doriscus, og fik hans navn.  I den romerske periode var byen berømt for sine bade.
I det 4. århundrede blev det hovedstaden og hovedstaden i den thrakiske romerske provins Rhodope. Under Justinian I (r. 527–565) blev bymurene repareret. Byen forblev metropol i den kirkelige provins Rhodope indtil dens fald i det 14. århundrede, men ophørte med at være en provinshovedstad med stigningen af tema-systemet, der omfattes af tema Makedonien, selv om en enkelt strategos af Traianoupolis er attesteret i et segl fra det 11. århundrede. I efteråret 1077 udråbte tropperne fra oprørsgeneralen Nikephoros Bryennios den Ældre ham til kejser i Traianoupolis.
I Partitio Romaniae fra 1204 er den opført som pertinentia de Macri et Traianopoli . Korsfareren Geoffrey af Villehardouin er kendt for at være blevet tildelt len i området. I 1205 eller 1207 blev byen ødelagt af tsar Kaloyan af Bulgarien, men i 1210 er den attesteret som et latinsk (romersk-katolsk) ærkebispedømme.  Efter dets genopretning af Kejserriget Nikæa, blev den græsk-ortodokse stol genoprettet; i 1260 blev John Kondoumnes udnævnt til dens biskop.  Området blev hærget af bulgarske angreb i 1322 og af tyrkiske angreb i 1329/30. Da John Kantakouzenos og hans allierede, Umur Bey, rejste deres lejr på stedet i vinteren 1343/44, havde byen ligget ødelagt og forladt i flere år. I 1347 fik den lokale storby derfor lov til at opholde sig i Mosynopolis i stedet. Området faldt til de osmanniske tyrkere i 1365, og i 1371 blev stiftet fortrængt af Serres i det kirkelige hierarki. 
Den eneste anvendelse af stedet efter byens nedlæggelse var som mellemstation, og i ca. 1375/85 byggede den osmanniske Gazi Evrenos en kro (Hana) og et tyrkisk bad, som stadig findes. Spor af middelalderbygningerne og bymuren findes også.
Området kom under bulgarsk styre efter Balkankrigene 1912-13 og blev afstået til Grækenland i Neuillytraktaten (1919).